# Восточно-Африканское плоскогорье
Восто́чно-Африка́нское плоского́рье — плоскогорье высотой около 1000 м, расположенное на юго-востоке материка, в восточной части Центральной Африки. Распространяется на территории Кении, Уганды, Руанды, Бурунди, Танзании, Замбии, Малави. На севере плоскогорья расположены стратовулканы Меру, Килиманджаро (высочайшая вершина Африки) и Кения (вторая по высоте вершина континента и самая высокая гора Кении), а также крупнейшее африканское озеро Виктория. Плато сильно раздроблено Восточно-Африканской рифтовой долиной и ограничено его южной частью. В центре расположено кратерное нагорье с кальдерой Нгоронгоро.
На плоскогорье находятся истоки крупнейших рек Африки — Нила, Конго, Замбези.

## Полезные ископаемые
На Восточно-Африканском плоскогорье обнаружены залежи флюорита, полиметаллических руд и редких металлов, россыпи драгоценных камней; алмазоносная кимберлитовая трубка Мвадуи. Также присутствуют залежи железных руд.